# Albert Fabrice Puela
Albert Fabrice Puela est un homme politique de la république démocratique du Congo.
Il est député national élu du Kongo Central et est nommé ministre des Droits humains par le président Félix Tshisekedi du 12 avril 2021 au 29 mai 2024 dans le gouvernement Lukonde.